# أنغيلا روبنسون
أنغيلا روبنسون (بالإنجليزية: Angela Robinson)‏ (من مواليد 14 فبراير 1971) هو مخرج أفلام أمريكي ومدير التلفزيون، كاتب سيناريو ومنتج.روبنسون ولد في سان فرانسيسكو، كاليفورنيا ، وعشت في وقت لاحق في لوس انجليس. أكمل روبنسون درست المسرح في جامعة براون ، وبرنامج الدراسات العليا في جامعة نيويورك

## روابط خارجية
- أنغيلا روبنسون على موقع IMDb (الإنجليزية)
- أنغيلا روبنسون على موقع ألو سيني (الفرنسية)
- أنغيلا روبنسون على موقع أول موفي (الإنجليزية)
- أنغيلا روبنسون على موقع قاعدة بيانات الأفلام السويدية (السويدية)
- أنغيلا روبنسون على موقع قاعدة بيانات الفيلم (الإنجليزية)
- أنغيلا روبنسون على موقع كينوبويسك (الروسية)
- أنغيلا روبنسون على موقع كينوبويسك (الروسية)